# Cocaine Anonymous
Cocaine Anonymous er den danske gren af den engelske organisation med samme navn, og er et fællesskab af mænd og kvinder, der anvender tolvtrinsprogrammet fra Anonyme Alkoholikere til at holde sig frie fra afhængighed af kokain og andre stemningsændrende substanser. 
Dets seneste inkarnation blev grundlagt i Danmark i 2014, i København, og der er i skrivende stund (januar 2023) 16 møder primært i Københavnsområdet hver uge, samt 3 online zoom møder. Grundet fundamentet i de 12 traditioner fra Anonyme Alkoholikere, er grupperne selvforsynende ved frivillige bidrag, uden tilknytning til nogen sekt, religiøse grupper, politiske organisationer eller institutioner. 
Det eneste krav for medlemskab, er et ønske om at stoppe med at bruge kokain, og alle andre stemningsændrende stoffer, alle der gerne vil stoppe med at bruge kokain og alle andre stemningsændrende stoffer (inklusiv alkohol, hash og andre stoffer) er velkommen. Det er gratis og der er ingen forpligtelser for medlemskab. 
Selvom navnet “Cocaine Anonymous” måske lyder stof-specifikt, tager de imod alle der har et ønske om at stoppe et misbrug, uanset om vedkommende har brugt kokain eller ej. 